# Focșani
Focșani (/fokˈʃanʲ/, in tedesco Fokschan, in ungherese Foksány, in turco Fokşan, spesso ricordata in letteratura semplicemente come Fokchani Fokschani, o Focsani, a seconda di come viene variamente traslitterata la dizione rumena e ungherese) è un municipio della Romania di 66 648 abitanti, capoluogo del distretto di Vrancea, al confine tra le regioni storiche della Moldavia e Muntenia.
Fanno parte dell'area amministrativa anche le località di Mândrești-Moldova e Mândrești-Munteni.

## Etimologia
Tradizionalmente si pensa che il nome Focșani derivi da Focșa, il nome di una famiglia moldava benestante vissuta al tempo di Stefano il Grande che avrebbe fondato il nucleo originale della città. Eppure non si hanno alcune informazioni o menzioni della famiglia, portando gli studiosi a dubitare della sua esistenza e proporre altre ipotesi.

## Geografia fisica
La città si trova in vicinanza dei Carpazi Moldavo-Munteniani, corrispondente alla sezione Orientale Esterna  dei Carpazi, chiamati anche Carpații de Curbură, mentre si trova a Nord Est dei Munții Vrancei. È situata nella bassa pianura dei fiumi Putna e Milcov, affluenti del Siret che scorre ad Est.
Focșani è vicino al punto di convergenza di una placca tettonica, quindi è forte il rischio di terremoti. È una delle zone della Romania con la più ingente produzione di vino. Il Weisse von Fokshan è un famoso vino locale e nei pressi della città si trova una zona mineraria ricca di ferro, rame, carbone, e petrolio. Vi sono poi corsi d'acqua e laghi minori nel Sud. 

### Clima
Per quanto riguarda il clima, è generalmente continentale-temperato, ma con grandi sbalzi di temperatura. La temperatura media è di circa 9 °C, quella più alta mai registrata è circa 42,3 °C (luglio 1990) e quella più bassa mai registrata è circa -33,7 °C (febbraio 1987). Il volume di pioggia eccede i 400 mm (Giugno è il mese più piovoso) e all'anno vi sono circa 20 giornate nevose, i venti provengono da Settentrione ed Oriente e sono freddi.

### Rischio sismico
Data la sua posizione, Focșani e l'intera regione di Vrancea sono molto attive dal punto di vista sismico. L'attività è data dalla convergenza tra la placca euroasiatica, quella africana e quelle anatolica ed egea che formarono una faglia sotterranea situata intorno agli 80–160 km.
I terremoti si verificano molto spesso (fino a 30 volta nello stesso anno come accadde nel 1999) ma solitamente non eccedono il grado 3 sulla scala Richter. Episodi di sismi uguali o superiori al grado 7–8 si sono verificati nel 1620, 1679, 1701, 1738, 1790, 1802, 1829, 1838, 1925, 1940 (che distrusse la città di Panciu), 1977 (il grande terremoto di Vrancea del '77), 1986, 1990.

## Storia
La regione fu abitata sin dal neolitico, come attestato dal ritrovamento di resti archeologici appartenenti alla cultura di Starčevo-Criș (5000 a.C.), venne poi popolata dai Daci, Carpi e Sarmati per poi venire inclusa nella Dacia romana. Nel medioevo fu abitata anche da Goti, Unni, Slavi e Tatari.
L'insediamento divenne ragione di contesa tra il Principato di Moldavia e di Valacchia, trovandosi esattamente sul loro confine, viene infatti menzionato per la prima volta nel 1575 in una crisobolla dove si riferisce di uno scontro avvenuto tra Alexandru II Mircea e Ion Vodă cel Viteaz, dove vinse quest'ultimo. Lungo gli anni Focșani si espanse notevolmente e passò da villaggio a Târg, cittadina commerciale, inoltre gradualmente si svilupparono due città col nome Focșani: Focșanii Valahiei e Focșanii Moldovei (quella più grande) il cui confine naturale era il fiume Milcov.
Come tutte le città sul confine della Moldavia, Focșani divenne un importante centro di commerci tra la Russia e l'Europa sud-occidentale. Nel 1772 ci fu un congresso fra gli imperi russo e ottomano vicino alla città. Sempre nei pressi della città, il 21 luglio 1789, gli austriaci di Federico di Sassonia-Coburgo, ai quali si era unito un corpo russo di Suvorov, sconfissero un esercito turco, nel contesto del guerra austro-russo-turca (1787–1792) iniziata due anni prima (battaglia di Focșani).
Nel 1850 (dopo la guerra di Crimea), Focșani divenne un importante centro in favore all'unione di Valacchia e Moldavia (i principati uniti romeni), con la doppia elezione di Alexandru Ioan Cuza. La città divenne la prima capitale de facto del nuovo stato e ufficialmente unificata con regio decreto del 10 luglio 1862, nella città operava la "commissione centrale" che si occupava di fare le leggi, spostata poi a Iași e Bucarest; venne inclusa nel distretto regio di Putna e poi di Vrancea di cui era il capoluogo e visse un periodo di sviluppo e fioritura tra i secoli XIX e XX.
Il 30 dicembre 1881, venne tenuto a Focșani il primo congresso di tutti i Sindacati Sionistici in Romania per la promozione della colonizzazione della Terra di Israele (Palestina). Parteciparono 51 delegati, rappresentanti 32 organizzazioni, due redattori, tre giornalisti e vari ospiti importanti. Questo congresso, unico nel suo genere, tenuto 16 anni prima del Congresso Sionistico a Basilea nel 1897, ebbe un'enorme influenza sugli ebrei rumeni e anche gli altri fuori dai confini della Romania sono stati riconosciuti.
Nel 1917, durante la Campagna di Romania, Focșani, Galați e Nămoloasa facevano parte della linea di fortificazioni conosciuta come la Linea Siriana, nei pressi della quale si svolsero le battaglie più importanti della parte finale della campagna militare (Mărăști e Mărășești, in Vrancea), ma la città non venne raggiunta. Vi fu firmato l'armistizio di Focșani del 9 dicembre 1917 fra il Regno di Romania e gli Imperi centrali, durante la prima guerra mondiale.
Nel 1944, durante la seconda guerra mondiale, Focșani fece parte della linea fortificata Focșani-Nămoloasa-Galați, dove nove divisioni si stavano preparando per resistere all'attacco dell'esercito sovietico. Tuttavia, a causa degli eventi del 23 agosto 1944 questo non è mai avvenuto. L'armata rossa sfondò gli eserciti dell'Asse accampati nella cosiddetta "Porta di Focșani" nell'offensiva Iași-Kišinëv.
Durante il periodo comunista la città attraversò un periodo di rapida industrializzazione e crescita economica, e il ruolo di Focșani nel moderno mondo rumeno è testimoniato dall'obelisco nella Piazza dell'Unione.

### Simboli

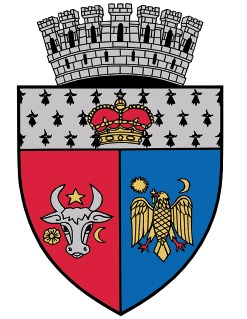
Stemma di Focșani

La posizione di Focșani sul fiume Milcov che divide Valacchia e Moldavia è descritta nello stemma, che rappresenta gli emblemi di entrambi i principati e una stretta di mano.

## Monumenti e luoghi d'interesse

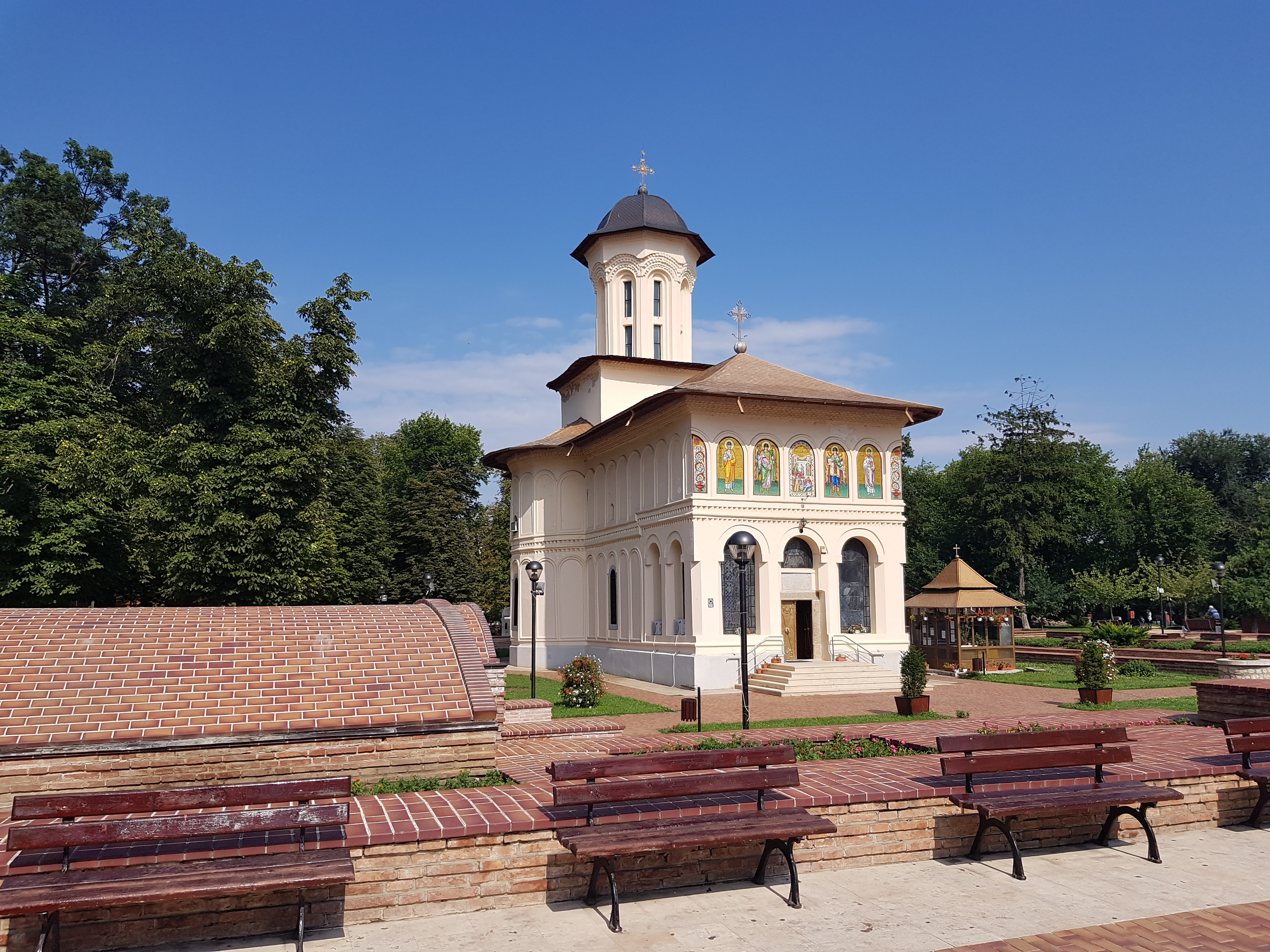
Biserica "Nașterea Sfântului Ioan Botezătorul”

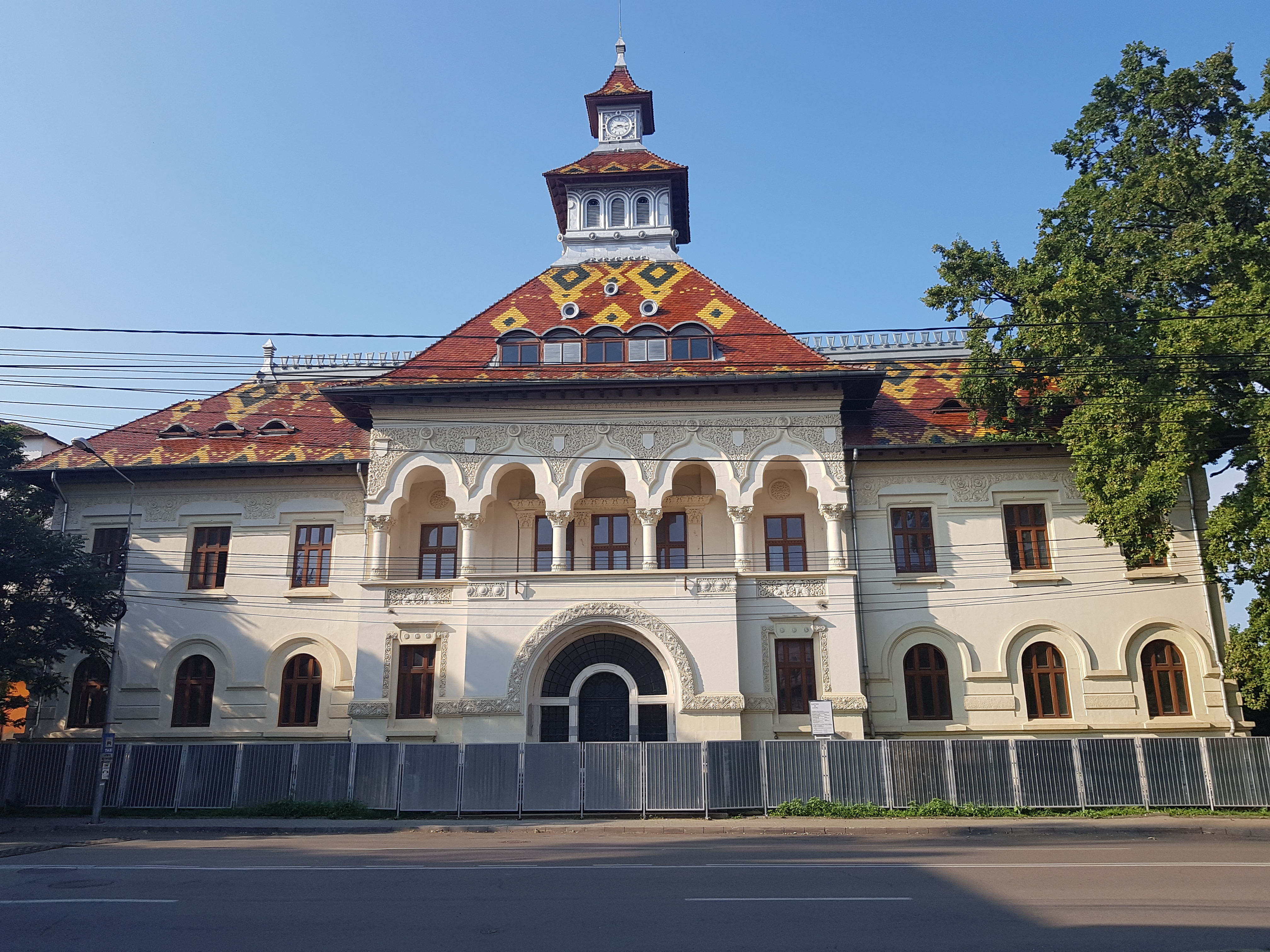
Il municipio cittadino

Focșani è suddivisa in quartieri (in romeno cartier): Obor, Centru, Bahne, Gara, Vǎlcele, Focșani-Sud e la zona industriale (Zonă industrială). Il luogo più importante dell città è la cosiddetta Piața Unirii ("Piazza dell'unione"), nel Medioevo una piazza che separava le due città originali e quindi Valacchia e Moldavia, oggi è una grande piazza in cui è presente l'obelisco omonimo, inaugurato nel 1976 ed opera di Ion Jalea.

### Architetture religiose
- Biserica "Nașterea Sfântului Ioan Botezătorul” (1661), chiesa voluta da Grigore Ghica
- Biserica "Sfinții Împărați Constantin și Elena” (1696), cappella militare intitolata a Costantino ed Elena
- Cimitirul Nordic Ortodox (1998), cimitero ortodosso
- Sinagoga Ahai Vereai (1889), sinagoga ebraica
- Mausoleul Eroilor (1940), mausoleo in ricordo dei caduti durante il primo conflitto mondiale

### Architetture civili
- Palatul Administrativ o Clădirea Prefecturii (1913), municipio cittadino

Vi sono anche alcuni parchi cittadini e naturali come Unirii (anche detto Grădina Publică), il parco Robert Schumann, Nicolae Bălcescu, CEC (dal nome della vicina banca) e altri, che presentano attrazioni e spettacoli, nonché spazi ricreativi e fontane con giochi d'acqua fissi.

## Cultura
A Focșani visse Gheorghe Pastia (1848–1929), un importante filantropo che donò la maggior parte dei suoi fondi per la costruzione di due grandi teatri: Teatrul Municipal "Maior Gheorghe Pastia” din Focșani (lavori 1909–1913) e Ateneul Popular "Maior Gheorghe Pastia” (lavori 1927–1945), in stile Barocco e Art Noveau.

### Istruzione
- Colegiul Național "Unirea” (1865), ginnasio intitolato ad Alexandru Ioan Cuza

### Musei
- Muzeul Vrancei (1931), museo archeologico e scientifico

### Teatro
- Teatro municipale

## Infrastrutture e trasporti

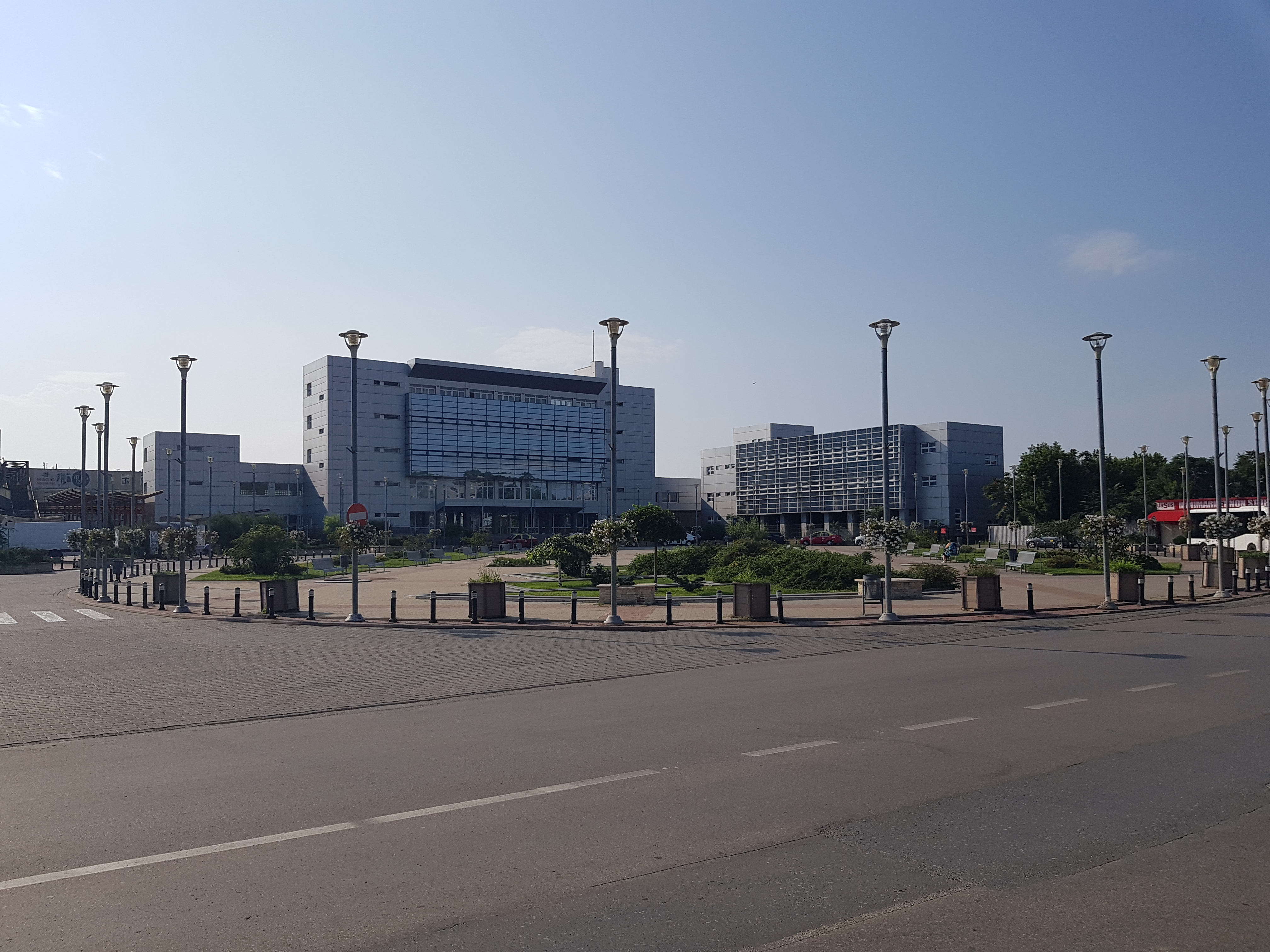
Veduta della stazione di Focșani

### Ferrovie
La stazione ferroviaria di Focșani, costituisce un importante centro di passaggio delle linee che uniscono Bucarest e Ploiești a Buzău, Galați e Costanza.

### Rete stradale
- Autostrada A7: da Ploiești a Pașcani
- DN2: da Bucarest a Buzău, nel centro della città
- DN23: da Brăila a Galați, nel Sud-Est

Strade minori collegano la città con Suraia, Petrești, Târgu Secuiesc, Vidra, Andreiașu de Jos e Câmpineanca.

## Amministrazione

### Gemellaggi
Focșani è gemellata con:
- Banja Luka
- Patrasso
- Tivoli
- Potenza
- 's-Hertogenbosch
- Berd
- Ramat Gan
- Chișinău
- Bălți
- Majdanpek
- Alytus
- Andernach[16]

## Sport

### Impianti sportivi
- Stadionul Tineretului (2017), stadio sportivo
- Stadionul Milcovul (2019), stadio sportivo